# 托本·馬克斯
托本·馬克斯（德語：Thorben Marx；1981年6月1日—）是一位德國足球運動員。在場上的位置是中場。他現在效力於德國足球甲級聯賽球隊門興格拉德巴赫足球俱樂部。他也曾代表德國U21國家隊參賽。